# Antillicharis
Antillicharis är ett släkte av insekter. Antillicharis ingår i familjen syrsor.

## Dottertaxa tillAntillicharis, i alfabetisk ordning[1]
- Antillicharis abejas
- Antillicharis adaptos
- Antillicharis adorabilis
- Antillicharis agastos
- Antillicharis anactorios
- Antillicharis antillarum
- Antillicharis aphenges
- Antillicharis aphetos
- Antillicharis apito
- Antillicharis bacaju
- Antillicharis basilios
- Antillicharis bellatulus
- Antillicharis celerans
- Antillicharis cresbios
- Antillicharis cuphos
- Antillicharis cydalimos
- Antillicharis demissus
- Antillicharis dubius
- Antillicharis echodes
- Antillicharis eclipes
- Antillicharis egregius
- Antillicharis empsychos
- Antillicharis energos
- Antillicharis eperastos
- Antillicharis epholcos
- Antillicharis eribombos
- Antillicharis errabundus
- Antillicharis facetus
- Antillicharis fulvescens
- Antillicharis gaudialis
- Antillicharis gegonos
- Antillicharis gratus
- Antillicharis gryllodes
- Antillicharis habros
- Antillicharis idanos
- Antillicharis illectans
- Antillicharis illex
- Antillicharis kirrhos
- Antillicharis melodos
- Antillicharis nanion
- Antillicharis naskreckii
- Antillicharis nocturus
- Antillicharis oriobates
- Antillicharis palans
- Antillicharis pannychios
- Antillicharis pelliciens
- Antillicharis planodes
- Antillicharis polyplanes
- Antillicharis polypsophos
- Antillicharis properatos
- Antillicharis regificus
- Antillicharis regillus
- Antillicharis rodriguezi
- Antillicharis sabaensis
- Antillicharis saukros
- Antillicharis saulcyi
- Antillicharis sibilans
- Antillicharis similis
- Antillicharis solivagus
- Antillicharis thaumasios
- Antillicharis thorybodes
- Antillicharis tintinnans
- Antillicharis tychaeos
- Antillicharis tyrannicos
- Antillicharis unicolor
- Antillicharis vigil
- Antillicharis vigilax
- Antillicharis vivus
- Antillicharis xouthos
- Antillicharis zatheos